# Chmełyszcze
Chmełyszcze (ukr. Хмелище) – wieś na Ukrainie, w obwodzie żytomierskim, w rejonie berdyczowskim, w hromadzie Hryszkiwci. W 2001 liczyła 290 mieszkańców.